# Данциг, Авраам бен-Иехиель
Авраам бен-Иехиель (Йехиэль) Данциг (ивр. רבי אברהם דנציג‎; 1748[…], Данциг, Корона Королевства Польского — 12 сентября 1820[…], Вильна) — кодификатор, судья, раввин, каббалист, один из ведущих законоучителей эпохи Виленского Гаона.

## Биография
Авраам бен-Иехиель Данциг родился в Данциге в 1748 году в семье ученых из Западной Пруссии. Фамилия происходит от названия города. В 14 лет он поступил в высшую талмудическую школу в Праге, пообещав отцу не проникаться «идеями» Мозеса Мендельсона. Уже в 18 лет окончил данную школу, получив диплом «хабера» и образование под руководством Иезекииля Ландау и Иосифа Либермана, а затем переселился в Вильну.
Авраам Данциг отклонил предложенный ему пост виленского раввина, так как не считал возможным исполнять функции раввина за деньги, а занялся торговлею, часто с этой целью во время ярмарок наезжая в Лейпциг и Кенигсберг.
После взрыва порохового склада он потерял свое состояние и согласился занять пост даяна в Вильне. С 1794 по 1812 год был судьей и законоучителем в Вильно.
Данциг учился у Виленского Гаона, а впоследствии их дети поженились.
Авраам Данциг умер в Вильно в 1820 году.

## Научная работа
Сочинения Авраама Данцига «Хаей адам» (англ. Chaje Adam) и «Хохмат адам» (англ. Chochmat Adam), содержание которых соответствует двум первым частям Шулхан аруха получили большу́ю известность. Авраам Данциг собрал обширный материал, накопившийся за два с половиной века со времени появления Шулхан аруха, и изложил его в удобочитаемой форме. Первое издание книги «Хаей адам» вышло без указания имени автора, а в предисловии р. Данциг объяснил это так: «Важно не имя автора книги, а то, что в ней написано, — ведь от маленького червячка происходит шелковая нить для роскошных тканей, а от моллюска, называемого хилазон, — голубая краска, которую использовали для одежды коэнов в Храме».
Кодекс Авраама Данцига имеет в виду не столько раввина, сколько культурного мирянина. В нём заметно стремление к более точному изложению закона, а в его сочинениях и практических трактатах «Nischmat Adam» и «Binat Adam», которые являются приложениями и научным аппаратом к «Chaje Adam» и «Chochmat Adam», Данциг при всей присущей ему скромности не останавливается перед оппозицией взглядам позднейших авторитетов и нередко высказывается против новых запретов.
В связи с тем, что «Chaje Adam» пользовалось необычайным успехом — во многих городах организовывались кружки с целью его изучения, которые и спустя сто лет ещё существовали в некоторых местечках Северо-Западного края Российской империи. Успех книги был вполне заслуженный, так как автор внес живую струю в свои труды, особенно останавливаясь на этическом значении религиозных предписаний. Эта точка зрения чрезвычайно отчетливо проявляется в «Beth Abraham», где талантливо, хотя и пространно, доказывается, что усердное занятие галахической частью Талмуда не исключает глубокого интереса к вопросам этики.

## Мировоззрение
Высшей обязанностью человека, по мнению Данцига, служит любовь к Богу, богобоязнь же — средство к достижению высшей цели. Пользование благами мира сего не должно быть в корне отрицаемо, но человек обязан помнить, что задачей его жизни является познание Бога и совершение добрых дел. Данциг придает особо важное значение молитве, замечая, что она не должна состоять в одном лишь «бормотании устами», причем своим детям он советует лучше молиться на немецком, чем на непонятном им еврейском языке. Совет этот характерен, если принять во внимание, что в том же сочинении Данциг протестует против всяких новшеств, не одобряя даже чтения немецких книг.
Высшими качествами человека Данциг считает любовь к истине и довольство своим положением, повторно указывая на то, что «оскорбление ближнего заслуживает большего упрека, чем грех против Бога». Он убеждал членов своей семьи честно вести торговые дела с людьми любых национальностей и никогда не решать денежных дел по собственному усмотрению, а в сомнительных случаях обращаться к ученому. Настаивая на строгом соблюдении религиозных обрядов, Данциг, не задумываясь, приказывал детям пропускать время молитвы, если необходимо раздобыть деньги для уплаты жалованья рабочему.
Данциг предостерегал от изучения каббалы ранее наступления зрелого возраста и до полного усвоения талмудической и раввинской литературы. Он сам был знаком с каббалой, хотя в его галахических сочинениях особенно ярко это не сказывается. Несколько мистический характер носит составленная Данцигом прекрасная молитва на канун Иом-Киппура, помещенная в «Chaje Adam» (№ 144) и почти во всех изданных в России требниках, под названием «Чистая молитва» (ивр. תפלה זכה‎). — Ср.: Fünn, K. L, стр. 18; его же, K. N., 232—39; Steinschneider (Maggid), Ir Wilna, 218; Abrahams, Jew. Quart Review, III, 476—77. [J. E., ІV, 438].

## Труды

### Сборники религиозных постановлений
- «Chaje Adam: Nischmat Adam», 1810 (неоднократно переиздано);
- «Chochmat Adam: Binat Adam», 1814 (неоднократно переиздано);
- «Schaare Zedek» — специально о религиозных предписаниях, действующих по сие время, хотя связанных непосредственно с Палестиной, 1812 (Иерусалим, 1863);
- «Zichru Torat Moscheh», предписаний о субботе, Вильна, 1820;
- «Toledoth Adam», комментария к пасхальной гагаде, ib., 1817;
- «Beth Abraham», сочинения нравоучительного характера, 1821 (переведено на идиш в 1875 г.) и др.
- Алахический свод Хохмат Адам (Мудрость человека), включающий законы ритуального характера.

### Неизданное
- Сочинение по этике (выдержки из которого напечатаны во введении к «Zichru Torat Moscheh»);
- Комментарии к некоторым книгам Танаха.